# Pobri
Pobri – wieś w Chorwacji, w żupanii primorsko-gorskiej, w mieście Opatija. W 2011 roku liczyła 1114 mieszkańców.